# Кобринський район
Кобринський район (біл. Кобрынскі раён) — адміністративно-територіальна одиниця у складі Берестейської області Білорусі. Утворений 1940 року. Адміністративний центр — місто Кобринь.
Повністю належить до складу української етнічної території та є частиною Берестейщини.

## Історія
Адміністративна одиниця з центром у Кобрині вперше була утворена після смерті останньої княгині Кобринської Ганни Більської. Саме князівство було перетворено на столовий маєток — Кобринську економію, передану у довічне володіння чоловікові Анни Семенівни Вацлаву Станіславовичу Костевичу на правах оренди. Після його смерті 1532 року, староство було подаровано Великим князем Литовським і Руським Сигізмундом I його дружині Боні Сфорці. Адміністратором староства було призначено Івана Михайловича Хоревича з Куренца. 1556 року княгиня Бона повернулася до Італії, а економія відійшла Великому князю Литовському і Руському Сигізмунду II. В адміністративному плані староство мала статус Кобринського повіту, що входив до складу Підляського, а з 1566 Берестейського воєводства Великого князівства Литовського. Таким чином, в результаті реформи 1566 року зі складу Підляського воєводства було виділено нове Берестейське воєводство, до якого входив і Кобринський повіт.
У 1589 році економія була передана дочці Бони Сфорца, вдові короля Речі Посполитої Стефана Баторія, королеві польської та великої княгині Литовській і Руській Ганні Ягеллонці. 10 грудня 1589 року місту Кобрину даровано Магдебурзьке право, а з ним і герб, відтак збудовано ратушу.
Після Третього поділу Речі Посполитої Кобринщина увійшла до складу Російської імперії. У 1796 році була утворена Слонімська губернія, до якої увійшов Кобринський повіт. Наступного року Слонімську губернію об'єднали з Віленською під назвою Литовської губернії, але вже 1801 року відновили як Гродненську губернію. Площа Кобринського повіту становила 4645,3 версти з населенням в 1894 році в 159 209 осіб.
Район утворений 1940 року. Належав до зони активності УПА. Під час Другої світової війни та післявоєнної української збройної боротьби проти радянської окупаційної влади район належав до Кобринського надрайону («Лан») Берестейського окружного проводу ОУН.

## Адміністративно-територіальний устрій
Адміністративно-територіальний устрій району:
- Батчинська сільська рада
  - село Андронове
  - село Батчі
  - село Литвинки
  - село Мазичі
  - село Мельники
  - село Огородники
  - село Полятичі
  - селище Птицефабрика
  - селище Фруктовий
  - село Черевачиці
  - село Шиповичі
- Буховицька сільська рада
  - село Береза
  - село Береза Костинська
  - село Великі Лепеси
  - село Борщі
  - село Босяч
  - село Буховичі
  - село Гориздричі
  - село Дубове
  - село Євсимовичі
  - село Єремичі
  - село Зосими
  - село Іменин
  - село Каменка
  - село Козище
  - село Легати
  - село Лесково
  - село Луцевичі
  - село Малі Лепеси
  - село Минянка
  - село Подолісся
  - село Річиця
  - село Стриї
  - село Яремичі
- Городецька сільська рада
  - село Бородичі
  - село Величковичі
  - село Вигода
  - село Городець
  - село Грушеве
  - село Демидовщина
  - село Дубини
  - село Жуки
  - село Заболоття
  - село Залески
  - село Камінь
  - село Кустовичі
  - село Липово
  - село Мазури
  - село Меленково
  - село Мефедовичі
  - село Октябр
  - село Онисковичі
  - село Осмоловичі
  - село Подземення
  - село Рудець Малий
  - село Рудець Великий
  - село Совпли
  - село Стародубці
  - село Худлин
  - село Челищевичі
  - село Шури
- Дивинська сільська рада
  - село Борисовка
  - село Дивин
  - село Клетище
  - село Леликове
  - село Липово
  - хутір Ор
  - селище Ореховський
  - село Оса
  - село Перелісся
  - село Руховичі
  - село Хабовичі
- Заліська сільська рада
  - село Бистриця
  - село Девятки
  - село Закросниця
  - село Залісся
  - село Павлово
  - село Прилуки Малі
  - село Рачки
  - село Селець
  - село Турна
- Киселевецька сільська рада
  - село Болота
  - село Борисово
  - село Брилево
  - село Гирськ
  - село Калюхи
  - село Киселевці
  - село Магдалин
  - село Рибна
- Новосілківська сільська рада
  - село Більськ
  - село Верхолісся
  - село Забава
  - село Новосілки
  - село Ольховка
  - село Ходиничі
- Остромицька сільська рада
  - село Березно
  - село Великі Прилуки
  - село Борки
  - село Жуховці
  - село Запруди
  - село Зосино
  - село Ілоськ
  - село Колонія
  - село Колубелі
  - село Лука
  - село Лущики
  - село Муховлоки
  - село Новосілки
  - село Осовці
  - село Остромичі
  - село Плянта
  - село Подбер'я
  - село Смолярня
  - село Темра Стара
  - село Шеметовка
- Хидринська сільська рада
  - село Гайковка
  - село Забужки
  - село Ізобелин
  - село Корчиці
  - село Каташі
  - село Ляхчиці
  - село Мазури
  - село Новосадки
  - село Оводи
  - село Островляни
  - село Патрики
  - село Перки
  - село Піски
  - село Петьки
  - село Плоске
  - село Суховчиці
  - село Ушковиця
  - село Хидри
  - село Яголки
- Повитівська сільська рада
  - село Повіття
- Тевельська сільська рада
  - село Глинянки
  - село Девятки
  - село Завершшя
  - село Залісся
  - село Заужов'я
  - село Киватичі
  - село Кліщі
  - село Ластовки
  - село Лищики
  - село Малиші
  - село Маці
  - село Мерниця
  - село Новосілки
  - село Острово
  - село Пестеньки
  - село Ринки
  - село Славне
  - село Стасюки
  - село Стригово
  - село Тевлі
  - село Черничне

Колишні сільські ради:
- Ониськовецька (ліквідована 11 травня 2012[6])
- Осівська (ліквідована 26 червня 2013[7])

## Населення
За переписом населення Білорусі 2009 року чисельність населення району становила 88 037 осіб.

### Національність
Розподіл населення за рідною національністю за даними перепису 2009 року:
| Національність                | Осіб  | Відсоток |
| ----------------------------- | ----- | -------- |
| білоруси                      | 77345 | 87,86 %  |
| росіяни                       | 5364  | 6,09 %   |
| українці                      | 3962  | 4,50 %   |
| поляки                        | 525   | 0,60 %   |
| національність не вказана     | 166   | 0,19 %   |
| вірмени                       | 91    | 0,10 %   |
| цигани                        | 91    | 0,10 %   |
| татари                        | 73    | 0,08 %   |
| греки                         | 59    | 0,07 %   |
| німці                         | 50    | 0,06 %   |
| азербайджанці                 | 35    | 0,04 %   |
| дві та більше національності  | 35    | 0,04 %   |
| молдовани                     | 32    | 0,04 %   |
| національність не повідомлена | 27    | 0,03 %   |
| литовці                       | 17    | 0,02 %   |
| грузини                       | 16    | 0,02 %   |
| євреї                         | 14    | 0,02 %   |
| мордва                        | 14    | 0,02 %   |
| узбеки                        | 12    | 0,01 %   |
| чуваші                        | 11    | 0,01 %   |
| башкири                       | 10    | 0,01 %   |
| латиші                        | 9     | 0,01 %   |
| таджики                       | 8     | 0,01 %   |
| корейці                       | 7     | 0,01 %   |
| болгари                       | 6     | 0,01 %   |
| в'єтнамці                     | 6     | 0,01 %   |
| кабардинці                    | 6     | 0,01 %   |
| удмурти                       | 5     | 0,01 %   |
| марійці                       | 5     | 0,01 %   |
| казахи                        | 4     | 0,00 %   |
| естонці                       | 3     | 0,00 %   |
| карели                        | 3     | 0,00 %   |
| чехи                          | 3     | 0,00 %   |
| національність не визначена   | 3     | 0,00 %   |
| комі                          | 2     | 0,00 %   |
| гагаузи                       | 2     | 0,00 %   |
| комі-перм'яки                 | 2     | 0,00 %   |
| калмики                       | 2     | 0,00 %   |
| туркмени                      | 1     | 0,00 %   |
| осетини                       | 1     | 0,00 %   |
| афганці                       | 1     | 0,00 %   |
| лезгини                       | 1     | 0,00 %   |
| фіни                          | 1     | 0,00 %   |
| аварці                        | 1     | 0,00 %   |
| киргизи                       | 1     | 0,00 %   |
| даргинці                      | 1     | 0,00 %   |
| лакці                         | 1     | 0,00 %   |
| табасарани                    | 1     | 0,00 %   |
| словаки                       | 1     | 0,00 %   |
| Разом                         | 88037 | 100 %    |

## Інформація для туристів
До Державного списку історико-культурних цінностей Республіки Білорусь внесено 45 нерухомих історико-культурних цінностей в межах району. Серед них: 15 пам'ятників археології, 26 пам'яток архітектури, 3 пам'ятники історії, парк імені Суворова.
Серед пам'яток, що знаходяться на місцевому обліку, налічується:
- 12 пам'яток археології;
- 9 старовинних поховань і валунів;
- 35 пам'яток культового будівництва;
- 9 садиб;
- 3 пам'ятники історії і 1 меморіальна дошка, присвячені франко-російській війні 1812 року;
- 9 пам'яток історії часів Першої світової та радянсько-польської воєн (6 військових кладовищ Першої світової війни);
- 5 пам'ятників історії часів Кобринщини до складу II Речі Посполитої;
- 93 пам'ятника Другої світової війни;
- 14 пам'ятників славним землякам і державним діячам.
- Біля села Ляхчиці в урочищі Княжа гора розташована могила княгині Ольги Романівни.

## Відомі люди

### Народилися
- Левчук Дмитро (1900—1977) — український публіцист, журналіст.
- Чарота Іван Олексійович (1952—2024) — білоруський літературознавець, славіст, критик (Лищікі)